# Condalia
Condalia là một chi thực vật có hoa thuộc họ Táo (Rhamnaceae). Chi này được Antonio José Cavanilles mô tả khoa học lần đầu tiên năm 1799 với 1 loài là C. microphylla.

## Từ nguyên
Condalia được Antonio José Cavanilles (1745-1804) đặt theo tên của thầy thuốc người Tây Ban Nha là Antonio Condál (1745-1804), một trong hai trợ lý của Pehr Loëfling (1729-1756) trong chuyến đi tới Orinoco ở Venezuela năm 1754.

## Các loài
Chi này chứa 20 loài đã biết, với khu vực phân bố tại Nam Mỹ, Mexico và Hoa Kỳ (tây nam và Florida).
- Condalia brandegeei I.M.Johnst., 1924: Mexico (Baja California).
- Condalia buxifolia Reissek, 1861: Argentina (đông bắc, tây bắc), Bolivia, Brasil đông bắc, đông nam, nam), Paraguay, Uruguay.
- Condalia correllii M.C.Johnst., 1962: Tây nam Hoa Kỳ, bắc Mexico.
- Condalia ericoides (A.Gray) M.C.Johnst., 1962: Tây nam Hoa Kỳ, bắc Mexico.
- Condalia fasciculata I.M.Johnst., 1939: Mexico.
- Condalia globosa I.M.Johnst., 1924: Tây bắc Mexico.
- Condalia henriquezii Bold., 1914: Aruba, Bonaire, Curaçao, bắc Venezuela.
- Condalia hookeri M.C.Johnst., 1962: Texas, miền đông Mexico.
- Condalia megacarpa A.Cast., 1957: Argentina.
- Condalia mexicana Schltdl., 1842: Mexico.
- Condalia microphylla Cav., 1799: Argentina.
- Condalia mirandana M.C.Johnst., 1962: Mexico.
- Condalia montana A.Cast., 1939: Bắc miền trung Argentina.
- Condalia sonorae Henrard, 2003: Mexico (Sonora).
- Condalia spathulata A.Gray, 1852: Texas, bắc Mexico.
- Condalia thomasiana Fern.Alonso, 1997: Colombia.
- Condalia velutina I.M.Johnst., 1939: Mexico.
- Condalia viridis I.M.Johnst., 1939: Texas, đông bắc Mexico.
- Condalia warnockii M.C.Johnst., <1962: Tây nam Hoa Kỳ, bắc Mexico.
- Condalia weberbaueri G.Perkins, 1911: Peru.

## Lưu ý
Danh pháp Condalia đã được Hipólito Ruiz López (1754-1815) và José Antonio Pavon (1754-1844) đặt năm 1794 cũng để vinh danh Antonio Condál. Tuy nhiên, như Cavanilles đã biết vào năm 1799 thì Condalia của Ruiz López và Pavon là đồng nghĩa muộn của Coccocypselum P.Browne, 1756 (họ Rubiaceae) nên để tiếp tục vinh danh Antonio Condál ông đã quyết định vẫn duy trì tên gọi Condalia nhưng theo nghĩa mới.

## Thư viện ảnh

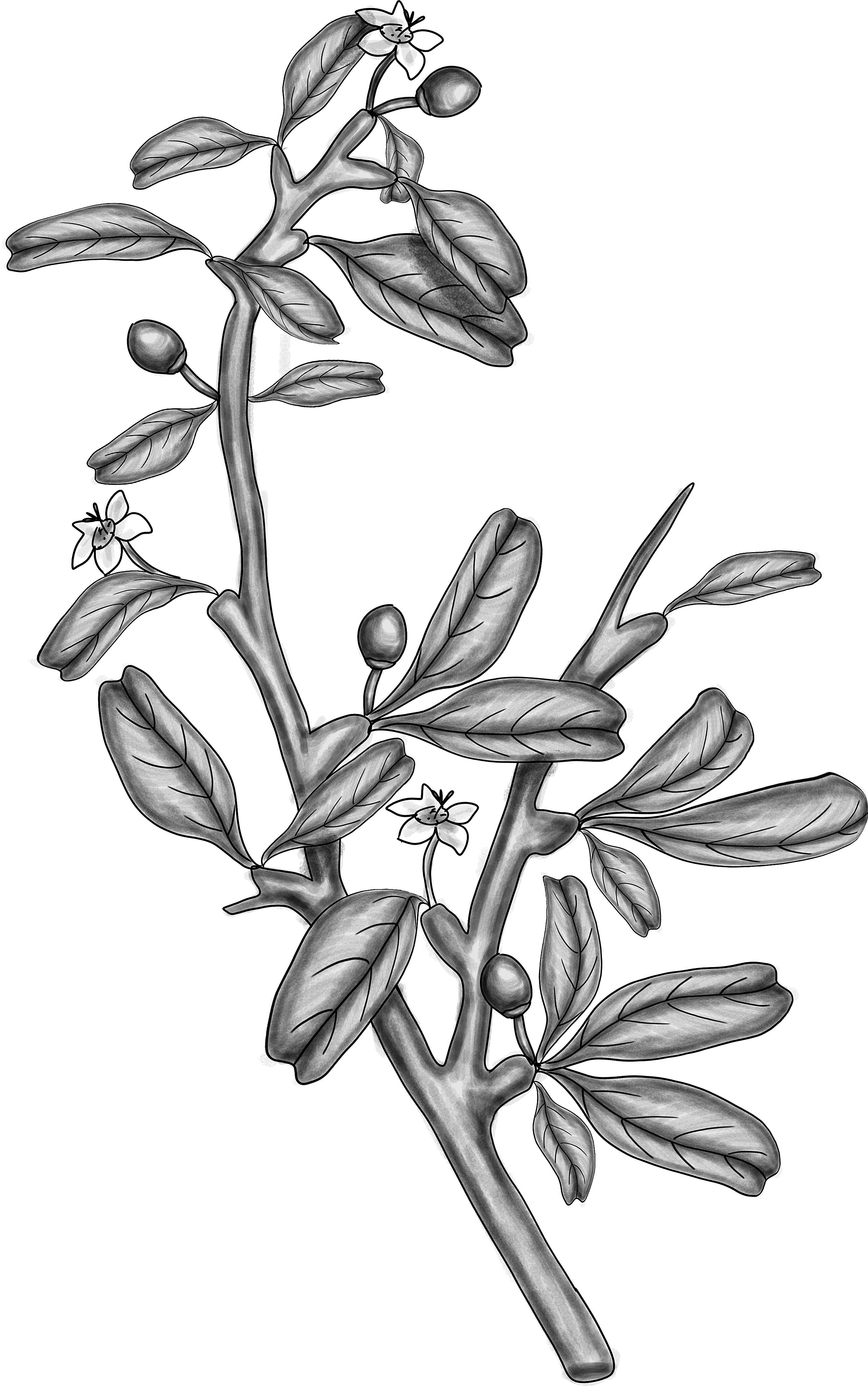
Condalia buxifolia
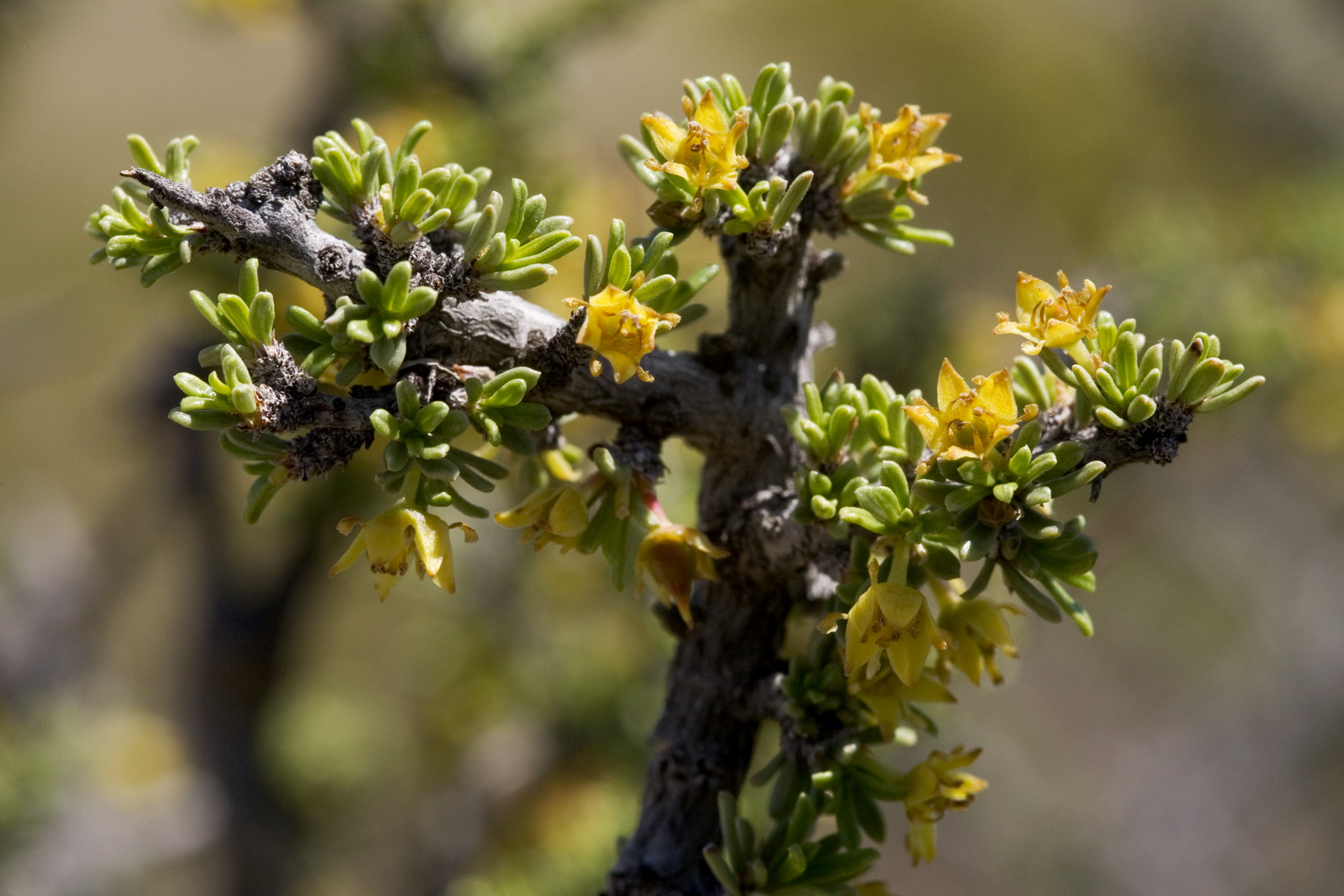
Condalia ericoides
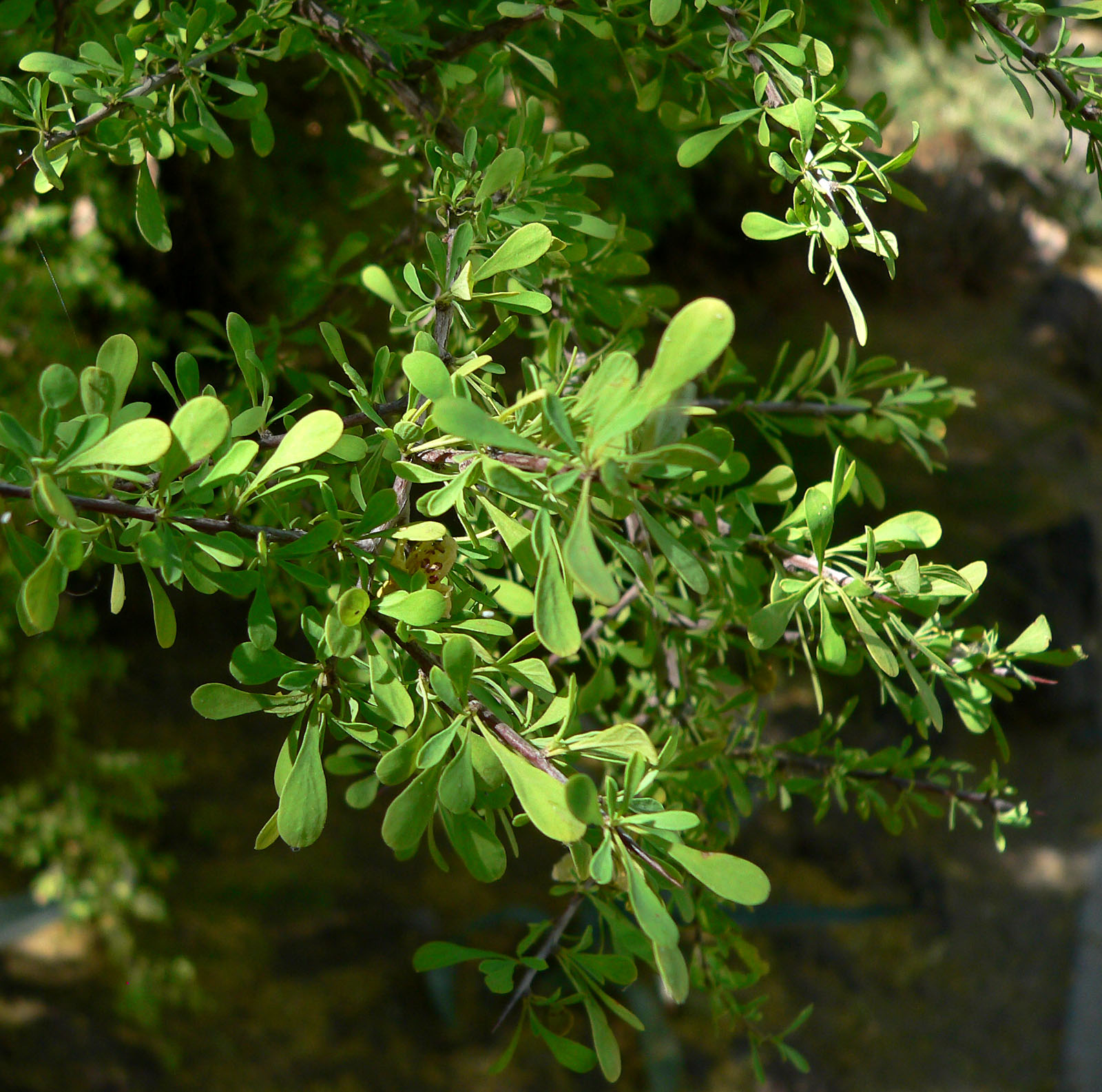
Condalia globosa
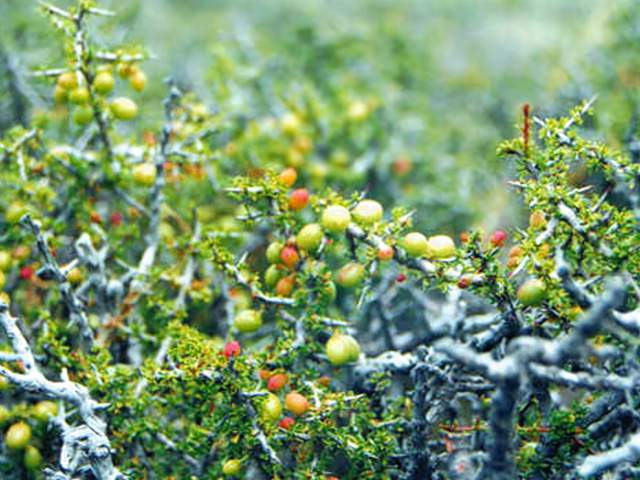
Condalia microphylla